# Эскадренные миноносцы типа «Дэринг» (1949)
Эскадренные миноносцы типа «Дэринг» —  серия из одиннадцати эсминцев, построенных для Королевского флота и Королевского Австралийского флота после Второй Мировой Войны, и введенных в строй в 1950-х годах. Восемь кораблей были построены для Великобритании, три — для Австралии. Два английских эсминца были впоследствии проданы и находились в составе ВМС Перу. Ещё восемь кораблей были запланированы для ВМС Великобритании, но были отменены до начала строительства. Строительство четвёртого австралийского эсминца было начато, но отменено, и корабль был разобран на стапеле.
Среди кораблей содружества, классифицированных как эсминцы, эсминцы типа «Дэринг» были наиболее крупными и хорошо вооруженными кораблями. Это были также последние артиллерийские эсминцы Великобритании и Австралии, которые принимали участие в военных действиях (во время индонезийско-малайзийской конфронтации и войны во Вьетнаме).
Эсминцы типа «Дэринг» состояли на вооружении с 1950-х до 1980-х годов. После вывода из эксплуатации два английских эсминца этого типа были проданы в Перу и эксплуатировались там до 1993 и 2007 года соответственно. Один корабль этого класса — «Вампир» — сохранился как экспонат Австралийского Национального морского музея.

## Конструкция

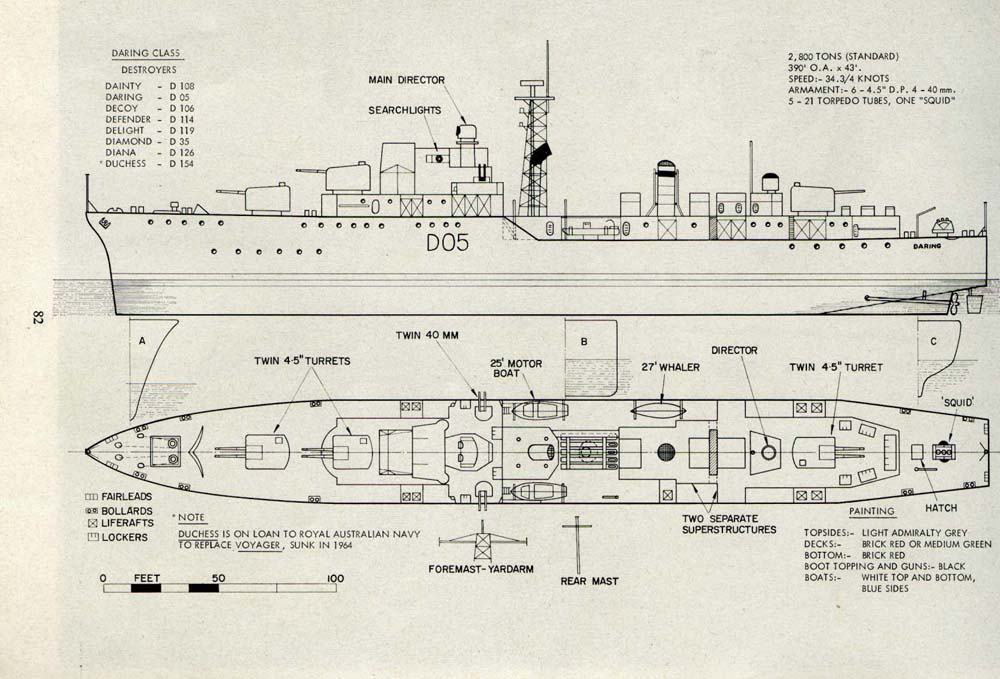
Чертёж эсминца

Эсминцы этого типа были на момент постройки самыми крупными эсминцами ВМС Великобритании. Они имели водоизмещение 3820 тонн, длину 120 м, ширину 13 м и осадку 3,9 м.
Это были последние артиллерийские эсминцы ВМС Великобритании. Они были вооружены скорострельными 113-мм орудиями Mk V в трех двухорудийных башнях UD Мk VI (позже переименована в Mk N6). Основное вооружение было оснащено системой управления огнём Mk VI с РЛС типа 275 на мостике и системой управления огнём CRBF (для ближней стрельбы в условиях плохой видимости) на корме с РЛС типа 262, которая обеспечивала стрельбу башни «X». Скорострельность составляла 16 выстрелов в минуту на ствол, или около 100 выстрелов в минуту в целом.

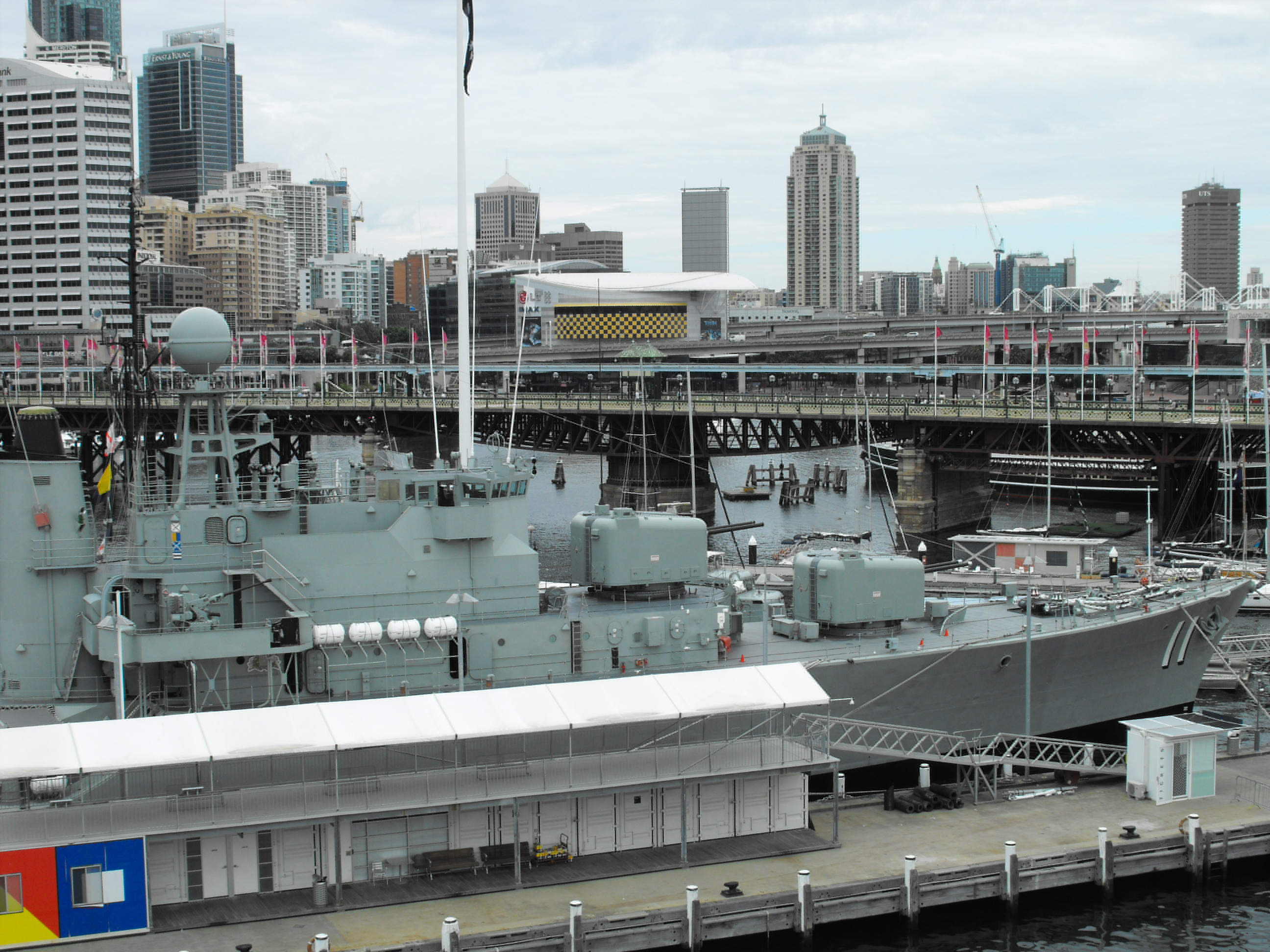
Носовая часть «Вампира». Видны две передние башни 113-мм пушек и один 40-мм «Бофорс»

Вспомогательная артиллерия состояла из трёх сдвоенных орудий 40 мм/60 Бофорс STAAG Марк II, но в средней части корпуса они были позже заменены более легкой и надежной установкой Mk V. Это означало, что «Дэринг» может обстреливать две цели на дальних и две на ближних дистанциях в полностью автоматическом режиме под управлением радара, что было огромным преимуществом перед предшествовавшими типами эсминцев. Два австралийских эсминца были вместо этого оборудованы двумя спаренными и двумя одиночными установками Бофорс. На фок-мачте располагался радар типа 293 для обнаружения целей.
Как и у более ранних кораблей типа «Вэпон», силовая установка «Дэринга» была организована по эшелонному принципу, когда котельные и машинные отделения чередовались, чтобы увеличить живучесть. Котлы использовали давление 4,5 МПа и температуру 454 °С (650 psi, 850 °F). Широкое разнесение котлов привело к широко разнесённым дымовым трубам. Передняя труба была расположена внутри решётчатой фок-мачты (такую конструкцию называют мачтотрубой, mack = mast + stack), задняя находилась в средней части корабля. Трубы не были снабжены кожухом, что придавало кораблям необычный, довольно непривлекательный внешний вид. Были предприняты попытки улучшить внешний вид путем добавления обтекателей труб, однако в дальнейшем от этой идеи отказались. Необходимо отметить новую конструкцию мостика, которая прежде оставалась неизменной, начиная с эсминцев типа H постройки 1936 года. Дополнительными броневыми листами толщиной 3/8 дюйма были защищены артиллерийские башни, мостик и кабель-трассы управления пожаротушением.

## Строительство

### ВМС Великобритании
Английские эсминцы построены двумя партиями, одна с традиционной электрической системой постоянного тока (Daring, Dainty, Defender и Delight), а остальные корабли (Decoy, Diamond, Diana и Duchess), с более современной системой переменного тока. Они были известны как 2-я и 5-я миноносные эскадры, соответственно.
Два корабля, Danae и Delight, изначально были частью типа «Бэттл», хотя только Delight (изначально Ypres, потом Disdain) был введён в строй.
Все корабли планировались сварными, но на Daring, Decoy и Diana применялись также клёпаные соединения.

### ВМС Австралии
ВМС Австралии первоначально заказал четыре эсминца, которые должны были быть названы в честь кораблей «флотилии металлолома» Второй Мировой Войны. Конструкция кораблей претерпела изменения в процессе постройки, была улучшена обитаемость, включая установку кондиционеров воздуха. «Дэринги» были первыми цельносварными кораблями, построенными в Австралии.
Первый австралийский «Дэринг» был заложен в 1949 году. К 1950 году стало очевидным, что австралийские «Дэринги» не будут завершены в срок, так как австралийские верфи испытывают сложности в соответствии с графиком строительства. Чтобы компенсировать это, ВМС Австралии безуспешно пытался купить два находящихся в постройке «Дэринга» в Великобритании, и намеревался приобрести корабли в США, несмотря на технические трудности в поставке и обслуживания американских кораблей в условиях флота, оснащённого в основном английскими кораблями. Только три корабля были завершены: «Вояджер», «Вендетта» и «Вампир» были введены в строй в период с 1957 по 1959. К тому времени, как они были введены в эксплуатацию, стоимость каждого корабля возросла с В£ 2,6 млн до 7 млн.

### Программы строительства
| I05, позднее D119     | Delight (бывш. Disdain, бывш. Ypres) | Fairfield                  | 5 июня 1943     | 5 сентября 1946  | 21 декабря 1950 | 9 октября 1953          |
| I06                   | Danae (бывш. Vimiera)                | Cammell Laird              | 5 июня 1943     | —                | —               | Отменён 13 декабря 1945 |
| I15, позднее D05      | Daring                               | Swan Hunter                | 24 января 1945  | 29 сентября 1945 | 10 августа 1949 | 8 марта 1952            |
| I35                   | Demon                                | Swan Hunter                | 24 января 1945  | —                | —               | Отменён 13 декабря 1945 |
| I52, later D108       | Dainty                               | JS White                   | 24 января 1945  | 17 декабря 1945  | 16 августа 1950 | 26 февраля 1953         |
| I73                   | Dervish                              | JS White                   | 24 января 1945  | —                | —               | Отменён 13 декабря 1945 |
| I40                   | Decoy                                | Vickers, Ньюкасл-апон-Тайн | 24 января 1945  | —                | —               | Отменён 13 декабря 1945 |
| I45                   | Delight                              | Vickers, Ньюкасл-апон-Тайн | 24 января 1945  | —                | —               | Отменён 13 декабря 1945 |
| I81, позднее D35      | Diamond                              | John Brown                 | 24 января 1945  | 15 марта 1949    | 14 июня 1950    | 21 февраля 1952         |
| I87                   | Desperate                            | John Brown                 | 24 января 1945  | —                | —               | Отменён 27 декабря 1945 |
| I19                   | Desire                               | Hawthorne Leslie           | 16 февраля 1945 | —                | —               | Отменён 13 декабря 1945 |
| I77                   | Diana                                | Hawthorne Leslie           | 16 февраля 1945 | —                | —               | Отменён 13 декабря 1945 |
| I47, позднее D114     | Defender (бывш. Dogstar)             | Stephen                    | 16 февраля 1945 | 22 марта 1949    | 27 июля 1950    | 5 декабря 1952          |
| I56, позднее D106     | Decoy (бывш. Dragon)                 | Yarrow                     | 16 февраля 1945 | 23 сентября 1946 | 29 марта 1949   | 28 апреля 1953          |
| I26, later D126       | Diana (бывш. Druid)                  | Yarrow                     | 16 февраля 1945 | 3 апреля 1947    | 8 мая 1952      | 29 марта 1954           |
| I94, позднее D154     | Duchess                              | Thornycroft                | 29 марта 1945   | 8 июля 1948      | 9 апреля 1951   | 23 октября 1952         |
| Австралийские корабли |                                      |                            |                 |                  |                 |                         |
| D11                   | Vampire                              | Cockatoo Island            | —               | 1 июля 1952      | 27 октября 1956 | 22 июня 1959            |
| D08                   | Vendetta                             | Williamstown Dock Yard     | —               | 4 июля 1949      | 3 мая 1954      | 26 ноября 1958          |
| D04                   | Voyager                              | Cockatoo Island            | —               | 10 октября 1949  | 1 мая 1952      | 12 февраля 1957         |
| —                     | Waterhen                             | Williamstown Dock Yard     | декабрь 1952    | —                | Отменён в 1954  | —                       |